# ダニエウ・ダ・シウヴァ・カルヴァーリョ
ダニエウ・ダ・シウヴァ・カルヴァーリョ（Daniel da Silva Carvalho, 1983年3月1日 - ）は、ブラジル・リオグランデ・ド・スル州ペロタス出身の元サッカー選手。現役時代のポジションはミッドフィールダー。

## 人物
ロシアのCSKAモスクワが、UEFAカップを制する原動力となったテクニシャン。左利きで、フリーキックの精度が高い。
2003年のFIFAワールドユースUAE大会では日本代表とも対戦、強烈なフリーキックでゴールネットを揺らした。
2006年にはドゥンガ監督の下でA代表デビューを果たしている。2008年、CSKAモスクワとの契約を更新したものの、怪我や体調不良による出場機会が限られていたことから、同年いっぱい古巣のインテルナシオナルにレンタル移籍した。
2010年1月、カタールのアル・アラビ・ドーハにレンタル移籍した。

## 所属クラブ
- SCインテルナシオナル 2001-2004
- PFC CSKAモスクワ 2004-2010

→ SCインテルナシオナル 2008 (loan)
→ アル・アラビ・ドーハ 2010  (loan)
- アトレチコ・ミネイロ 2010-2011
- SEパルメイラス 2012
- クリシューマEC 2013
- ボタフォゴFR 2015
- ゴイアスEC 2016
- ECペロタス 2018

## タイトル

### クラブ
インテルナシオナル
- カンピオナート・ガウショ : 2002, 2003
- コパ・スダメリカーナ : 2008

CSKAモスクワ
- ロシア・プレミアリーグ : 2005, 2006
- ロシア・カップ : 2005, 2006, 2008, 2009
- ロシア・スーパーカップ : 2004, 2006, 2007, 2009
- UEFAカップ : 2004-05

パルメイラス
- コパ・ド・ブラジル : 2012

ボタフォゴ
- カンピオナート・ブラジレイロ・セリエB : 2015

ゴイアス
- カンピオナート・ゴイアーノ : 2016

### 代表
ブラジル代表
- FIFAワールドユース選手権 : 2003

### 個人
- ロシア年間最優秀サッカー選手賞 : 2005